# Przybycześć
Przybycześć – staropolskie imię żeńskie, złożone z członów Przyby- ("przybyć, przybywać") oraz -cześć ("cześć, cnota, honor, dobre imię, zaszczyt"). Mogło oznaczać "tę, z którą przychodzi dobre imię".
Przybycześć imieniny obchodzi 28 kwietnia.